# Doutrinação

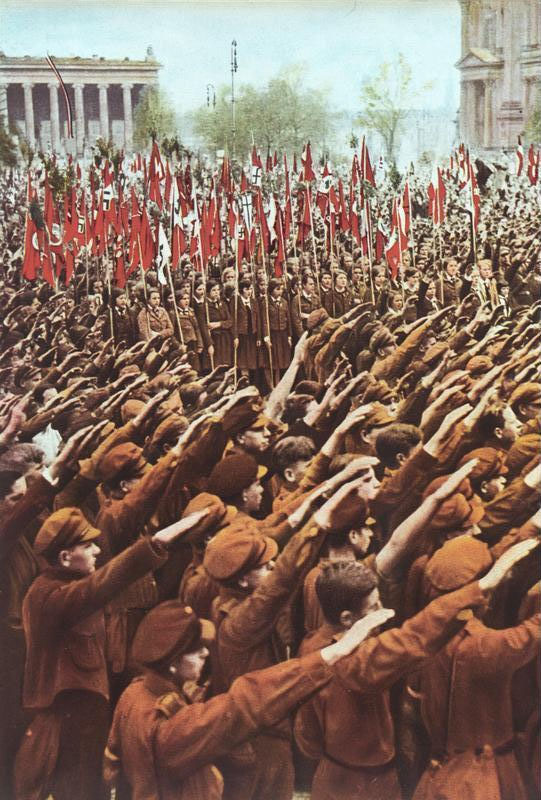
Berlim, Lustgarten, comício do HJ Berlim, Lustgarten.- Comício da Juventude Hitlerista, jovens com saudação hitlerista, bandeiras NS no dia 1 de maio de 1933.

Doutrinação é o processo de incutir ideias, atitudes, estratégias cognitivas ou uma metodologia profissional. Muitas vezes, é distinta da educação pelo fato de que se espera que a pessoa doutrinada não questione ou analise criticamente a doutrina que está sendo ensinada.

## Criticismo
Sobre a doutrinação, comenta o filósofo e escritor norteamericano Noam Chomsky: "Para aqueles que obstinadamente buscam a liberdade em todo o mundo, não pode haver nenhuma tarefa mais urgente do que vir a compreender os mecanismos e práticas da doutrinação. São fáceis de perceber nas sociedades totalitárias, muito menos na propaganda sistemática a que estão sujeitos e da qual muitas vezes nos servem como instrumentos involuntários, ou inconscientes."